# Dropout (künstliches neuronales Netz)
Dropout ist eine Regularisierungsmethode, die in künstlichen neuronalen Netzen Anwendung findet und die Gefahr von Overfitting verringert.
Dabei wird beim Training des Netzwerks eine vorher spezifizierte Anzahl (etwa 30 %) von Neuronen in jedem Layer des Netzwerks ausgeschaltet (“dropout”) und für den kommenden Berechnungsschritt nicht berücksichtigt.
Dies stellt einen sehr effektiven Weg zum Training von tiefen neuronalen Netzen dar.